# جيمس إل. ستون
جيمس إل. ستون (بالإنجليزية: James L. Stone)‏ هو عسكري أمريكي، ولد في 27 ديسمبر 1922 في باين بلاف في الولايات المتحدة، وتوفي في 9 نوفمبر 2012 في أرلينغتون في الولايات المتحدة.